# Kombinat Süßwaren
Der VEB Kombinat Süßwaren Delitzsch (1980 bis 1988) beziehungsweise VEB Kombinat Süßwaren Halle (ab 1988) existierte in der DDR von 1980 bis 1990. Das Kombinat gehörte zum Ministerium für Bezirksgeleitete Industrie und Lebensmittelindustrie.
Das Kombinat entstand 1980 als Nachfolger der VVB Süß- und Dauerbackwarenindustrie Halle. Zu diesem Zeitpunkt umfasste das Kombinat 31 Betriebe mit rund 8200 Beschäftigten. Als Stammbetrieb fungierte zu Beginn der VEB Vereinigte Süßwarenwerke Delitzsch/Eilenburg/Bergwitz (VSW). Ab Jahresbeginn 1988 wurde das Kombinat durch den neuen Stammbetrieb VEB „Halloren“ Schokoladenfabrik Halle geführt.

## Zugehörige Betriebe
Zum Kombinat gehörten zuletzt die folgenden Betriebe mit angeschlossenen Betriebsteilen: 
- VEB „Halloren“ Schokoladenfabrik Halle; (Stammbetrieb ab 1988)
  - Forschung und Rationalisierung Süßwaren Leipzig
  - Halloren Ingenieurtechnik Halle
  - Halloren Projektierung Halle
- VEB Bildungszentrum der Wirtschaft Schimmersburg
- VEB Dresdner Süßwarenfabrik „Elbflorenz“
  - Schwerter Dresden
  - Vadossi Radebeul
  - Elbflorenz Werk I
  - Elbflorenz Werk II
- VEB „Elfe“ Berliner Schokoladenfabrik
- VEB Etikett Zeitz
- VEB Süßwarenfabrik „Bergland“ Niederoderwitz
  - Görlitzer Süßwarenfabrik
- VEB Leipziger Süßwarenbetriebe Leipzig
  - Empor Leipzig
  - Dropsfabrik Taucha
  - Goldeck Leipzig
- VEB Nougat- und Marzipanfabrik „Nouma“ Schmalkalden
- VEB Ratiobau Pößneck
- VEB Schokoladenfabrik „Argenta“ Wernigerode
- VEB Süßwarenfabrik „Bodeta“ Oschersleben
  - Süma Haldensleben
- VEB Süßwarenfabrik Döbeln
- VEB Süßwarenfabrik „Wesa“ Wilkau-Haßlau
  - Gesundkost Magdeburg
  - Portola Magdeburg
- VEB Thüringer Schokoladenwerke Saalfeld
  - Berggold Pößneck
  - Erfurter Süßwaren
  - Rotstern Saalfeld
- VEB Vereinigte Süßwarenwerke Delitzsch/Eilenburg/Bergwitz; (Stammbetrieb bis 1988)
  - Henri Eilenburg
  - Betriebsteil Bergwitz
- VEB Zetti Schokoladen- und Zuckerwaren Zeitz
  - Zuckerwaren Naumburg
- VEB Zuckerwarenfabrik „Elbdom“ Meißen